# Avenue du Général-Leclerc (Fontenay-aux-Roses)
Pour les articles homonymes, voir Avenue du Général-Leclerc.
L’avenue du Général-Leclerc est un axe de communication de Fontenay-aux-Roses dans les Hauts-de-Seine. Elle suit le parcours de la route départementale 129.

## Situation et accès

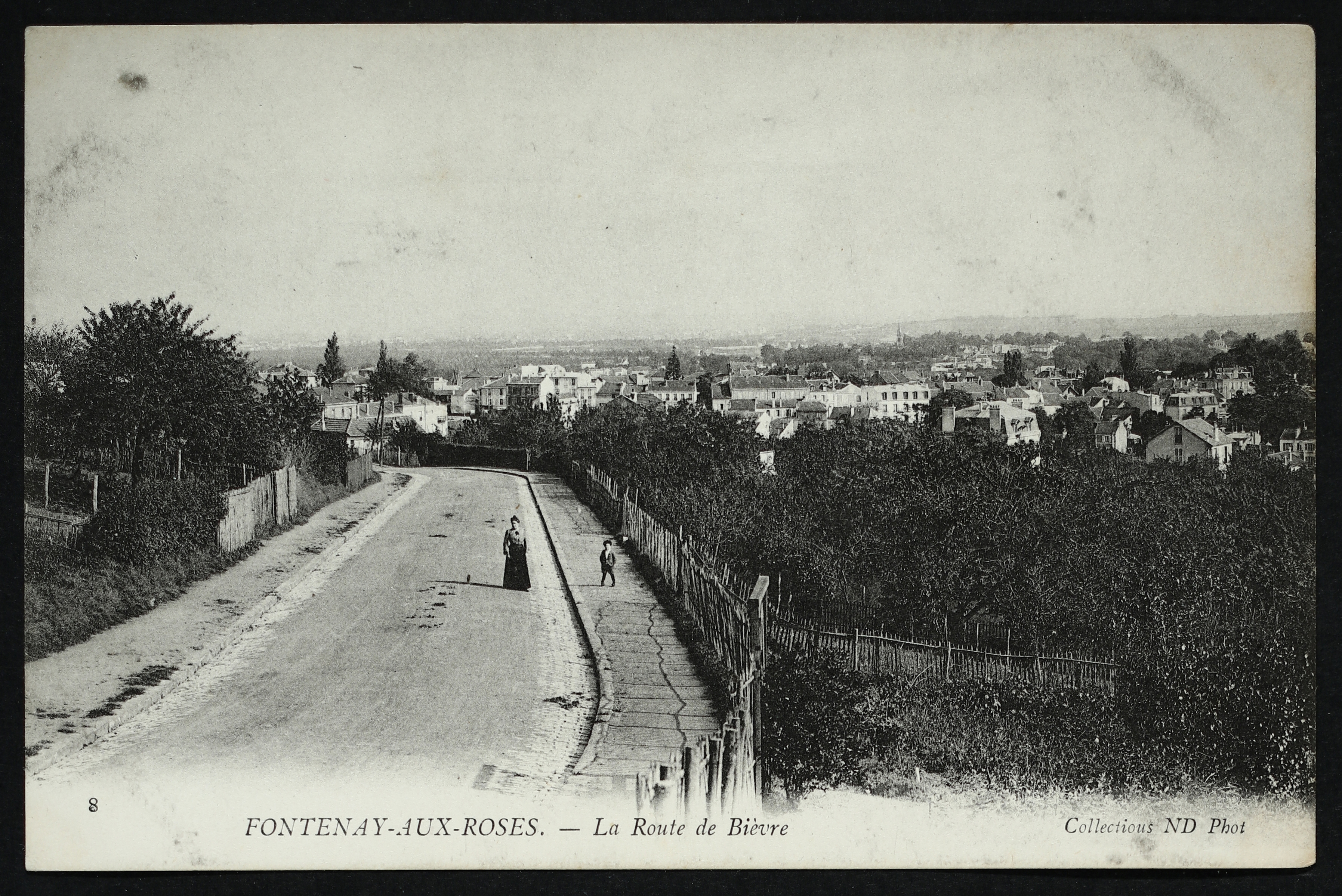
La route de Bièvre.

Cette avenue située sur un terrain en pente commence un parcours sinueux place de la Division-Leclerc, lieu de rencontre de la rue du Fort, de l'avenue du Général-de-Gaulle à Clamart et de l'avenue de Verdun à Châtillon. Elle rencontre notamment la rue Jean-Lavaud et se termine dans le centre de Fontenay-aux-Roses, au carrefour de la rue Ledru-Rollin et de la rue Boucicaut.

## Origine du nom

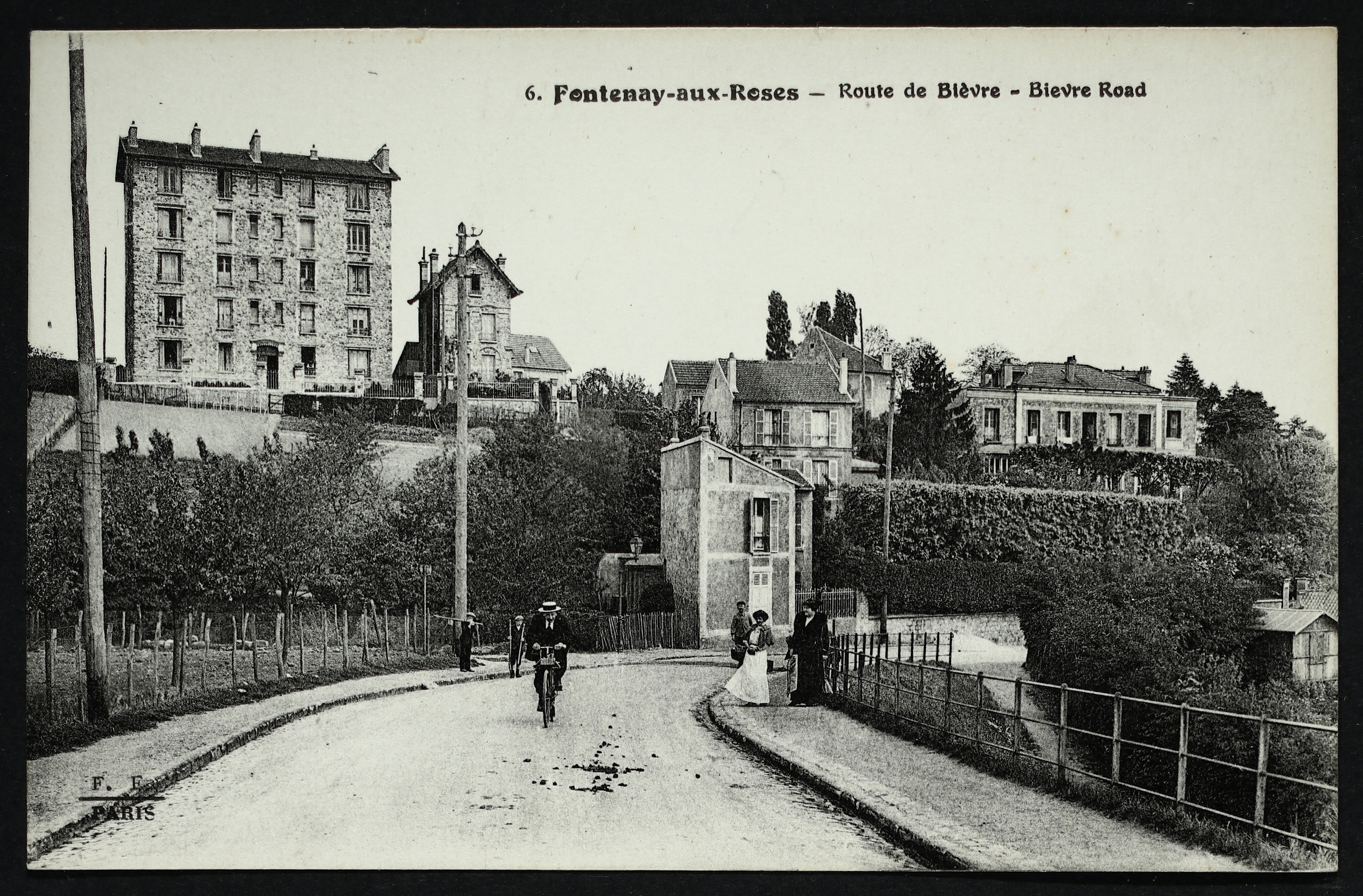
Carte postale: Route de Bièvre.

C'est en 1949 que le Conseil municipal prend la décision de rebaptiser la route de Bièvre du nom du général Philippe Leclerc de Hauteclocque qui, à la tête de la 2e division blindée, en longeant Fontenay-aux-Roses, libéra Paris le 25 août 1944.

## Historique

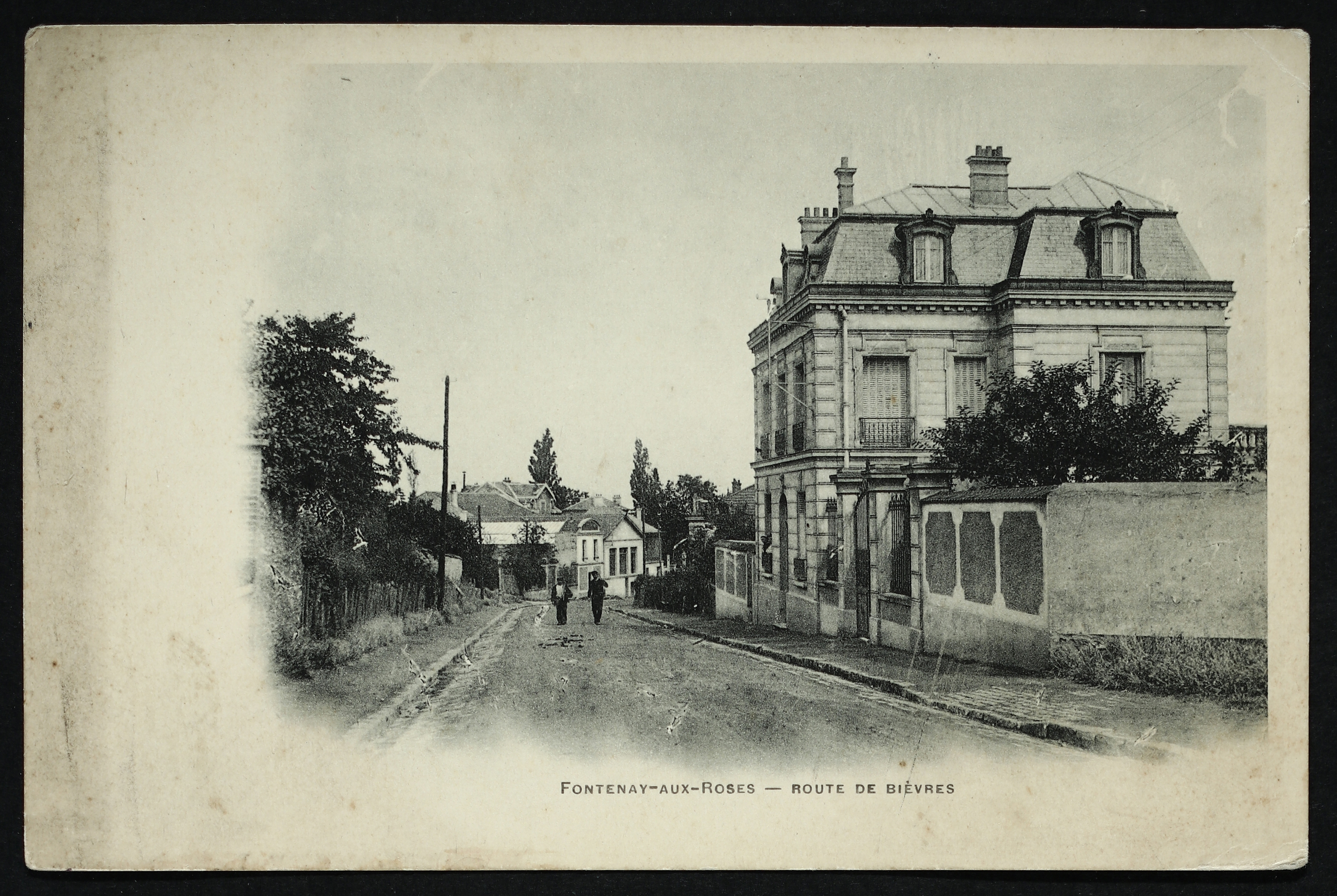
Carte postale - Route de Bièvres.

Cette voie de circulation portait autrefois le nom de route de Bièvres, et était la route départementale n" 29, de Paris à Chevreuse. Ce nom provenait probablement du ruisseau de la Fontaine du Moulin, petit affluent de la Bièvre. Son parcours autour du fort de Châtillon lui donnait une importance stratégique considérable.

## Bâtiments remarquables et lieux de mémoire

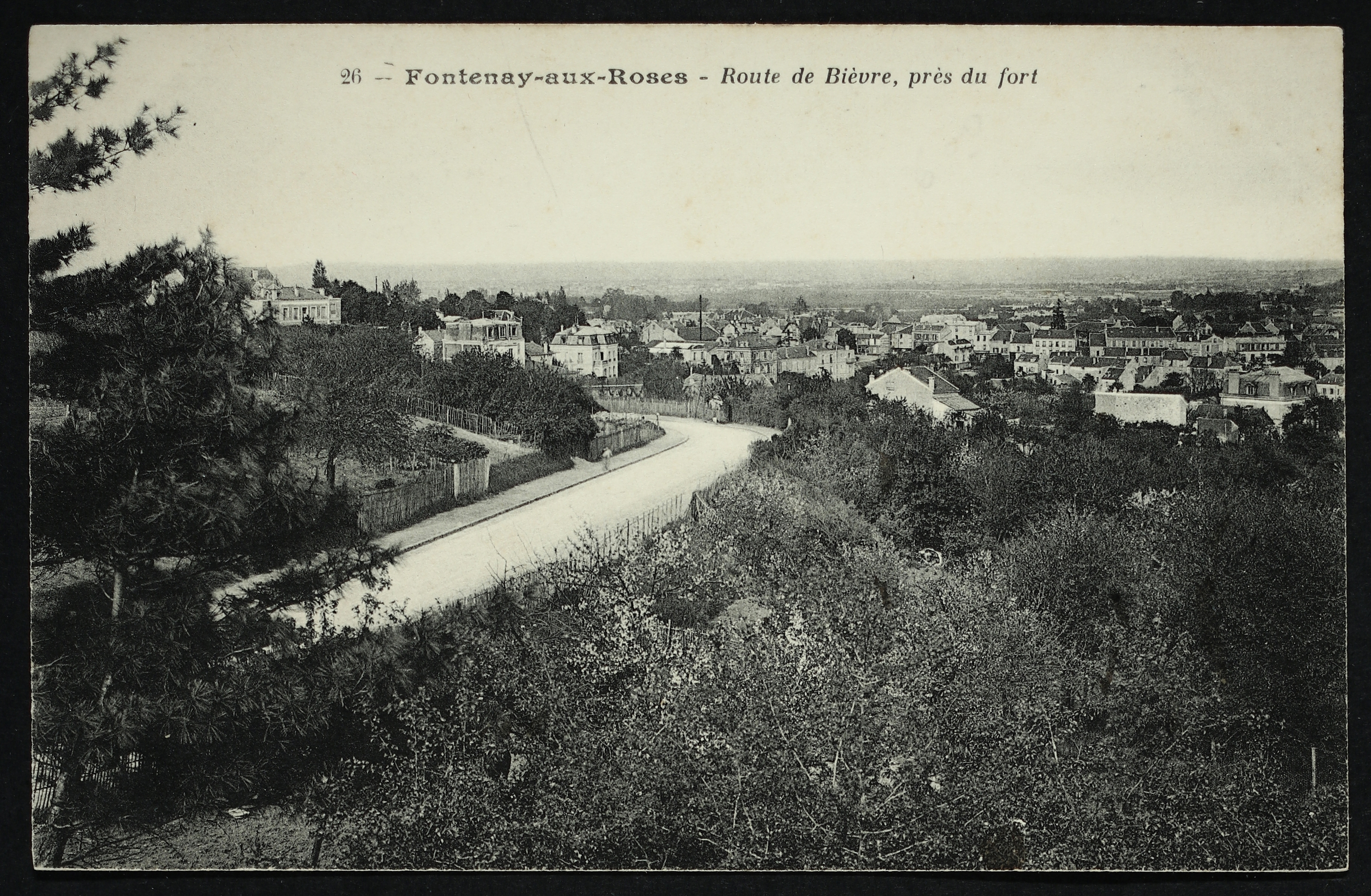
Route de Bièvres, près du fort.

- Fort de Châtillon, aujourd'hui Centre CEA Fontenay-aux-Roses.
- Institut de radioprotection et de sûreté nucléaire